# Ҙ
La Ze con descendiente (Ҙ ҙ; cursiva: Ҙ ҙ), o Dhe es una letra del alfabeto cirílico. Es exclusivo del idioma bashkir donde representa la fricativa dental sonora /ð/, como la pronunciación de ⟨th⟩ en “this” en inglés. Su forma se deriva de la letra ze (З з З з). Se romaniza como ⟨ź⟩, o más fonéticamente, ⟨ð⟩. Se introdujo en 1939.

## Códigos de computación
| Carácter      | Ҙ                                            | Ҙ                                            | ҙ                                            | ҙ                                            |
| ------------- | -------------------------------------------- | -------------------------------------------- | -------------------------------------------- | -------------------------------------------- |
| Unicode       | LETRA MAYÚSCULA CIRÍLICA ZE CON DESCENDIENTE | LETRA MAYÚSCULA CIRÍLICA ZE CON DESCENDIENTE | LETRA MINÚSCULA CIRÍLICA ZE CON DESCENDIENTE | LETRA MINÚSCULA CIRÍLICA ZE CON DESCENDIENTE |
| Codificación  | decimal                                      | hex                                          | decimal                                      | hex                                          |
| Unicode       | 1176                                         | U+0498                                       | 1177                                         | U+0499                                       |
| UTF-8         | 210 152                                      | D2 98                                        | 210 153                                      | D2 99                                        |
| Ref. numérica | &#1176;                                      | &#x498;                                      | &#1177;                                      | &#x499;                                      |